# Geotrygon
Geotrygon es un género de aves columbiformes de la familia Columbidae que incluye varias especies de palomas-perdiz distribuidas por el Caribe, Centroamérica y norte de Sudamérica.

## Especies
Se conocen 9 especies de Geotrygon:
- Geotrygon caniceps
- Geotrygon chrysia
- Geotrygon leucometopia
- Geotrygon montana
- Geotrygon mystacea
- Geotrygon purpurata
- Geotrygon saphirina
- Geotrygon versicolor
- Geotrygon violacea